# Bellevue (Fernsehserie)
Bellevue ist eine kanadische Fernsehserie, die am 20. Februar 2017 beim Sender CBC ihre Premiere feierte. Die Serie besteht bisher aus einer Staffel mit 8 Folgen, wobei der ausstrahlende Sender bekannt gab, keine weitere Staffel zu ordern, die Erfinder der Serie jedoch bekannt gaben, an einer weiteren Staffel zu arbeiten und einen neuen Ausstrahlungsort für die Serie zu suchen.
In den Vereinigten Staaten wird die Serie seit 23. Januar 2018 beim Sender WGN America ausgestrahlt.

## Inhalt
Dreh- und Angelpunkt der Serie ist Annie Ryder, eine Polizeibeamtin, die das Verschwinden eines Transgender-Teenagers untersucht und sich gleichzeitig mit der Rückkehr einer mysteriösen Person aus ihrer Vergangenheit beschäftigen muss.

## Besetzung und Synchronisation
Die deutschsprachige Synchronisation der Serie entstand bei der Studio Hamburg Synchron GmbH unter Dialogbuch von Thomas Maria Lehmann und Dialogregie von Sascha Draeger.
- Anna Paquin (DF: Berenice Weichert)  als Annie Ryder
- Shawn Doyle als Peter Welland
- Billy MacLellan als Brady Holt
- Sharon Taylor (DF: Katrin Decker)  als Virginia Panamick
- Patrick Labbé als Clarence Ryder
- Vincent Leclerc als Tom Edmonds
- Janine Theriault als Mayor Lily "Mother" Mansfield
- Victoria Sanchez als Maggie Sweetland
- Joe Cobden als Father Jameson
- Allen Leech (DF: Tim Niebuhr)  als Eddie Rowe

## Episodenliste
| Nr. | Deutscher Titel | Originaltitel                  | Erstausstrahlung CAN | Deutschsprachige Erstveröffentlichung (D/A) | Regie             | Drehbuch                  |
| --- | --------------- | ------------------------------ | -------------------- | ------------------------------------------- | ----------------- | ------------------------- |
| 1   | -               | Pilot                          | 20. Feb. 2017        | -                                           | Adrienne Mitchell | Jane Maggs                |
| 2   | -               | He's Back                      | 27. Feb. 2017        | -                                           | Adrienne Mitchell | Jane Maggs                |
| 3   | -               | The Guy with Fire in His Eyes  | 6. März 2017         | -                                           | April Mullen      | Jane Maggs                |
| 4   | -               | Hello Little Light             | 13. März 2017        | -                                           | April Mullen      | Jane Maggs                |
| 5   | -               | How Do I Remember?             | 20. März 2017        | -                                           | Kim Nguyen        | Jane Maggs & Thomas Pound |
| 6   | -               | The Problem with the Truth     | 27. März 2017        | -                                           | Kim Nguyen        | Waneta Storms             |
| 7   | -               | The Man Behind the Curtain     | 3. Apr. 2017         | -                                           | Adrienne Mitchell | Morwyn Brebner            |
| 8   | -               | You Don't Understand Me at All | 10. Apr. 2017        | -                                           | Adrienne Mitchell | Jane Maggs                |

## Rezeption
Loryn Pörschke von Serienjunkies.de beurteilte die Pilotepisode der Serie durchaus wohlwollend: "„Bellevue“ herunterzubrechen auf die Story einer jungen Polizistin, die einen Fall bekommt, der in ihrer Vergangenheit wurzelt, wird der Serie nicht gerecht. Ob eine solche Serie funktioniert oder nicht, entscheidet sich oft zwischen den Zeilen. Die Produzenten der kanadischen Serie schaffen es, eine dichte Atmosphäre aufleben zu lassen, die die Bedrücktheit der abgeschiedenen Kleinstadt mit einem Hauch Gothic, einer Spur Surrealismus vermischt, ohne bemüht zu wirken. Manches scheint bei „Twin Peaks“ abgeschaut, darunter die ikonische Auffindesituation des Mordopfers als Maria und der geheimnisvolle Ort, in dem die Natur nie weit entfernt scheint und immer bedrohlich ist. Anderes erinnert an die lange Liste von Krimis, in denen ein Ermittler oder eine Ermittlerin die eigene geistige Gesundheit aufs Spiel setzt, um einen Fall zu lösen und dabei feststellt, dass es mehr als ein Arbeitsauftrag ist, dass der Fall in der eigenen Vergangenheit angefangen hat."

## Veröffentlichung im deutschsprachigen Raum
Concorde Home Entertainment, ein Unternehmen der Tele München Gruppe, plant die Serie am 22. Februar 2018 auf DVD und BluRay zu veröffentlichen.